# Rhynchonereella bongraini
Rhynchonereella bongraini är en ringmaskart som först beskrevs av Gravier 1911.  Rhynchonereella bongraini ingår i släktet Rhynchonereella och familjen Alciopidae. Inga underarter finns listade i Catalogue of Life.